# Dorothy Evans
Dorothy Elizabeth Evans (* 6. Mai 1888 in Kentish Town, London; † 28. August 1944 in  Bearsden, Glasgow) war eine englisch-britische Suffragette und feministische Aktivistin. Sie war eine militante Organisatorin der Women’s Social and Political Union (WSPU), die zweimal in Belfast wegen Sprengstoffanschlägen verhaftet wurde. Sie brach 1914 mit Christabel Pankhurst und der WSPU, weil sie deren Stillhalteabkommen mit Regierung zur Unterstützung des Krieges ablehnte und blieb bis an ihr Lebensende eine aktive Kämpferin für den Frieden und die Gleichberechtigung der Frauen.

## Leben
Evans war die Tochter von Edward Evans, einem kaufmännischen Angestellten, und seiner Frau Marian, geborene Smith. Über ihre Eltern ist außer dem Beruf ihres Vaters wenig bekannt. Dorothy Evans besuchte die North London Collegiate School, ließ sich am Dartford College of Physical Education zur Lehrerin ausbilden und arbeitete kurzzeitig als Gymnastiklehrerin, bevor sie 1909 ihren Beruf aufgab, um sich ganz der Sache des Frauenwahlrechts zu widmen.
Sie trat 1907 der Women’s Social and Political Union (WSPU) bei und arbeitete ab Anfang 1910 hauptamtlich als Organisatorin der WSPU in Birmingham. In dieser Zeit wurde sie häufig verhaftet und wegen Handlungen im Zusammenhang mit der Suffragetten-Kampagne ins Gefängnis gesteckt, unter anderem weil sie sich weigerte, eine Hundemarke zu kaufen. Sie organisierte Partys in Birmingham in der Nacht, in der die Volkszählung von 1911 stattfand, damit sie und andere Suffragetten  sich der Volkszählung entziehen konnten.
Verurteilt wegen ihrer Beteiligung an einer Kampagne zum Einschlagen von Schaufenstern im Londoner West End, war Evans zwischen März und Juli 1912 im Aylesbury Prison inhaftiert, wo sie in der Abteilung für Geistesschwache und Unzurechnungsfähige („Feeble-Minded Inebriate“) eingeordnet wurde. Sie protestierte in zwei Hungerstreiks und musste Zwangsernährung ertragen. Nach ihrer Entlassung diente sie als Verbindungsperson zwischen der WSPU-Zentrale in London und ihrer Anführerin Christabel Pankhurst, die sich im Pariser Exil befand. Evans reiste verkleidet, um nicht entdeckt zu werden, erfuhr aber, dass sie nur deshalb nicht verhaftet worden war, weil eine andere, unbeteiligte „Dorothy Evans“ verhaftet worden war.
Im Frühjahr 1913 wurde Evans nach Ulster, Nordirland, entsandt, wo Pankhurst beschlossen hatte, dass die Unionisten von Ulster und nicht die irischen Nationalisten umworben werden sollten. Letztere hatte ihre Warnung ignoriert, dass sie sich mit den Suffragetten in einen „Kampf auf Leben und Tod“ begeben würde, wenn sie dazu beitrügen, die Conciliation Bill von 1912 zu vereiteln, die Frauen eingeschränkt das Wahlrecht gegeben hätte: „Keine Stimmen für Frauen, keine Home Rule.“
Evans gewann von der seit langem bestehenden Irish Women’s Suffrage Society die Autorin Elizabeth McCracken, die Gynäkologin Elizabeth Gould Bell, die beide Gewerkschafterinnen waren, und Winifred Carney, die Sekretärin von James Connolly in der Belfaster Sektion der Irish Transport and General Workers’ Union. Im April 1914 hatte Evans so viele Mitglieder der IWSS für sich gewonnen, dass diese sich formell auflöste.
Im Frühjahr 1914 überstimmte der Unionistenführer Edward Carson partei-intern James Craig, der die Conciliation Bill unterstützt hatte. Evans, die Carson unter anderem mit einer vierzigstündigen Belagerung seiner Haustür in London versucht hatte, unter Druck zu setzen, erklärte auf einer Versammlung in der Ulster Hall in Belfast am 13. März 1914 „den Waffenstillstand, den wir in Ulster gehalten haben“ für beendet:

„Carson was no friend of women unless he was prepared to stand and champion their rights as strongly as he championed the rights of men […] he was their enemy, and he would be fought as any other politician […] who had the power and did not use it to get their rights […] The civil war that was absolutely certain was the one between the women and the powers that be.“

„Carson war kein Freund der Frauen, wenn er nicht bereit war, sich für ihre Rechte genauso stark einzusetzen wie für die Rechte der Männer […] er war ihr Feind, und sie würden ihn bekämpfen wie jeden anderen Politiker […] der die Macht hatte und sie nicht nutzte, um ihre Rechte zu bekommen […] Der Bürgerkrieg, das war absolut sicher, war der zwischen den Frauen und den Machthabern.“

In den folgenden Monaten waren WSPU-Aktivistinnen, darunter auch Bell, in eine Reihe von Brandanschlägen auf Gebäude verwickelt, die sich im Besitz der Unionisten befanden oder mit ihnen in Verbindung standen: Golf-, Tennis- und Bowling-Green-Clubhäuser, aber auch das Abbeylands House, in dem die Ulster Volunteers gedrillt wurden. Am 3. April 1914 führte die Polizei eine Razzia in der Wohnung in Belfast durch, die Evans mit der Aktivistin Madge Muir teilte, und fand Sprengstoff. Fünf Tage später sorgten die beiden vor Gericht für Aufruhr, als sie wissen wollten, warum der James Craig, der die Ulster Volunteers  mit deutschen Gewehren bewaffne, nicht in gleicher Weise angeklagt würde. Die von ihnen verursachten Störungen war so groß, dass das gesamte Gericht an einen Tisch im Korridor vor der offenen Zellentür von Evans verlegt wurde. Die in Untersuchungshaft genommenen Frauen, die sich im Hungerstreik befanden, wurden nach dem sogenannten Cat and Mouse Act temporär freigelassen, dann aber umgehend wieder verhaftet, nachdem sie in einem mit Suffragettenfahnen geschmückten offenen Auto durch das Stadtzentrum von Belfast und am Gerichtsgebäude vorbeigefahren waren. WPSU-Mitglieder mit katholischem Hintergrund waren an den Aktionen nicht direkt beteiligt, aber in der „angespannten Atmosphäre von Belfast, das im Laufe der Jahre viele Ausbrüche sektiererischer Gewalt erlebt hatte, hätten solche Aktionen auch ganz andere Bedeutungen bekommen können“.
Nach ihrer Verurteilung und Einweisung in das Gefängnis von Tullamore trat Evans in den Hungerstreik. Sie schrieb an ihre Mitstreiterin Kate Williams Evans: „Ich erhalte etwas geistigen und spirituellen Frieden, obwohl mein Körper leidet – ich merke, dass ich viel früher krank werde, jetzt, wo ich auch kein Wasser mehr zu mir nehme […] Die Zellen hier sind dunkler als alle anderen, die ich je gesehen habe.“ Aufgrund der Verschlechterung ihres Gesundheitszustandes wurde Evans am 26. Juli 1914 entlassen. Sie wurde von Lillian Metge betreut. Am 3. Juli 1914 zündete Metge nach einem mit Evans ausgeheckten Plan im Altarraum der Kathedrale von Lisburn eine Bombe. Die Empörung darüber und über die folgenden militanten Aktionen erreichte ihren Höhepunkt, als die Regierung die lokalen Steuern erhöhte, um für die entstandenen Schäden aufzukommen.
Evans, die zu dem Zeitpunkt erneut im Gefängnis saß, wurde im Rahmen der allgemeinen Amnestie, die den Mitgliedern der WSPU im Rahmen des Stillhalteabkommens zwischen der WSPU und der Regierung bei Kriegsausbruch im August gewährt wurde, freigelassen. Sie brach daraufhin mit der WSPU und den Pankhursts, da sie eine Unterstützung von Krieg ablehnte, und wurde Organisatorin der Independent Women's Social and Political Union. 1915 wurde ihr der Pass für die Teilnahme am Internationalen Frauenkongress 1915 in Den Haag verweigert.
Evans engagierte sich auch in einer früheren Abspaltung der WSPU, der Women’s Freedom League (WFL), und half 1917, zusammen mit Ada Broughton und Emily Davison einen Zweig in Newcastle upon Tyne zu gründen. Die WFL war 1907 aus Protest gegen die mangelnde demokratische Rechenschaftspflicht der Pankhursts und die militanten Aktionen, die Evans allerdings billigte, gegründet worden. Das Engagement der WFL für Gewaltlosigkeit erstreckte sich jedoch auch auf die Opposition gegen den Krieg und die Mitarbeit im Women's Peace Council, was Evans unterstützte.
Nach dem Krieg setzte Evans ihre Tätigkeit als Organisatorin für die WFL fort und organisierte ab 1923 auch für dieWomen's International League for Peace and Freedom. Später wurde sie ein führendes Mitglied (und viele Jahre lang Vorsitzende) der Six Point Group, die gesetzgeberische Maßnahmen in Bezug auf Kindesmissbrauch, verwitwete und unverheiratete Mütter, gleiche elterliche Rechte sowie gleiche Bezahlung und Chancengleichheit in Schulen und im öffentlichen Dienst forderte, und sie schloss sich der ähnlich eingestellten National Union of Societies for Equal Citizenship an.
Während des Zweiten Weltkriegs fungierte sie als Sekretärin der Women’s International League for Peace and Freedom. Ihr Hauptanliegen war jedoch weiterhin die Gleichstellung in der Arbeitswelt. Von 1941 bis 1943 war sie an der Equal Compensation Campaign beteiligt und wurde 1944 Mitglied des Equal Pay Campaign Committee, das sich für gleiche Bezahlung im öffentlichen Dienst einsetzte. Sie war auch in der Gruppe Women for Westminster aktiv, die sich für die Erhöhung der Zahl weiblicher Abgeordneter einsetzte, und verfasste 1944 den Entwurf der Equal Citizenship (Blanket) Bill.
Evans starb 1944 an einer fortgeschrittenen Krebserkrankung im Canniesburn Auxiliary Hospital, Bearsden, Glasgow, wo sie auf einer Versammlung sprechen sollte.
Evans unterhielt parallel langjährige Beziehungen zu Sybil Morrison und Albert Emil Davies, einem verheirateten Ratsmitglied der Labour Party im London County Council. Evans weigerte sich, eine Ehe einzugehen, und sparte laut ihrer Freundin Monica Whately drei Jahre lang für eine Tochter, die Davies 1921 gezeugt hatte. Der Historiker Brian Harrison führte im März 1975 ein Oral-History-Interview mit Lyndal Evans im Rahmen des Suffrage-Interviews-Projekts Oral evidence on the suffragette and suffragist movements: the Brian Harrison interviews. Bei dem Interview war auch Morrison anwesend. Lyndal Evans spricht über die Erziehung und den Charakter ihrer Mutter, darüber, wie sich ihre Eltern kennengelernt haben, über ihre Arbeit und den Schaden, der ihr durch die Zwangsernährung zugefügt wurde.